# Stelling van Bell
Bells theorema of de stelling van Bell is een naar John Bell genoemde stelling, die vereenvoudigd zegt dat kwantummechanica niet verklaard kan worden door verborgen lokale variabelen. Nauwkeuriger: iedere 'klassieke' theorie die gebruikmaakt van lokale, realistische (dat wil zeggen niet-stochastische) variabelen geeft meetbare resultaten die onverenigbaar zijn met de uitkomsten van de kwantummechanica.
De stelling maakt in principe experimentele toetsing van de EPR-paradox mogelijk, maar er is tot op heden nog geen experiment geweest dat aan alle voorwaarden voor de stelling voldoet, al komt het experiment van Alain Aspect uit 1982 dicht in de buurt.

## Inleiding
Volgens de kwantummechanica kunnen twee experimenten die tot in alle details dezelfde opzet hebben, toch verschillende uitkomsten geven. Een voorbeeld is het sturen van een verticaal gepolariseerd lichtdeeltje door een polarisatiefilter dat een hoek van 45 graden met de verticaal maakt. Bij dit experiment zal in 50% van de gevallen blijken dat het lichtdeeltje wordt doorgelaten, terwijl in de overige 50% van de gevallen het lichtdeeltje wordt geabsorbeerd. Volgens de kwantummechanica is het niet mogelijk te voorspellen wat het lot van een individueel lichtdeeltje zal zijn, omdat alle lichtdeeltjes voor ze het filter bereiken volstrekt identiek zijn. Ze hebben geen onderscheidende eigenschap die bepaalt of ze al dan niet worden doorgelaten. Vooral in de beginjaren van de kwantummechanica zagen veel natuurkundigen dit als een teken dat de theorie niet volledig is. Zij stelden dat de uitkomsten van experimenten wel van tevoren vast moesten liggen, en bepaald werden door tot dan toe verborgen gebleven variabelen, de zogenaamde hidden variables. In de jaren 30 bedachten en publiceerden Einstein, Podolsky en Rosen een gedachte-experiment waarmee zij de absurditeit van het kwantummechanische wereldbeeld aan het licht wilden brengen.
In de jaren 60 leidde de Britse wis- en natuurkundige Bell voor een later te bespreken experimentele opzet een ongelijkheid af, waaraan voldaan moest worden als de uitkomst van het experiment daadwerkelijk van tevoren vastgelegd was door verborgen variabelen. In 1982 is een dergelijk experiment door de natuurkundige Alain Aspect op dusdanig zorgvuldige wijze uitgevoerd, dat de hypothese van de verborgen variabelen nu als verworpen mag worden beschouwd (strikt genomen schijnt er nog een redding mogelijk te zijn, maar deze vereist tamelijk vergezochte veronderstellingen).

## Gepolariseerd licht
Licht wordt beschouwd als een transversale golf, hetgeen betekent dat de trillingsrichting loodrecht op de voortbewegingsrichting staat. Als de z-richting gedefinieerd wordt als de richting waarin het licht zich beweegt, ligt de trillingsrichting in het xy-vlak. Bij het licht afkomstig van de zon of van een gloeilamp, zijn er trillingen in alle richtingen. Gaat dit licht door een polarisatiefilter, dan zal één trillingsrichting worden geselecteerd. Het uitkomende licht is dan gepolariseerd. De intensiteit van het doorgelaten licht is de helft van dat van het invallende licht, de andere helft wordt door het filter geabsorbeerd. Als een tweede filter achter het eerste filter wordt geplaatst, zal dit alle licht dat het eerste filter heeft weten te passeren doorlaten, mits het tweede filter dezelfde oriëntatie heeft als het eerste filter. Staat het tweede filter echter loodrecht op het eerste filter, dan zal het alle licht dat het eerste filter heeft weten te passeren, blokkeren. Algemeen geldt dat, als het tweede filter een hoek {\displaystyle \varphi } met het eerste filter maakt, de intensiteit van het licht bij doorgang door het tweede filter met een factor {\displaystyle \cos ^{2}\varphi } wordt gereduceerd.
Licht bestaat uit een stroom van lichtdeeltjes, zogenaamde fotonen. Ook individuele fotonen hebben een polarisatierichting. Als twee polarisatiefilters achter elkaar worden geplaatst onder een onderlinge hoek {\displaystyle \varphi }, blijkt de kans dat het foton door het tweede filter wordt doorgelaten op voorwaarde dat het door het eerste filter is doorgelaten gelijk te zijn aan {\displaystyle \cos ^{2}\varphi }.

## Verstrengelde fotonen
Verstrengelde fotonen zijn twee fotonen die zich in precies dezelfde kwantumtoestand bevinden. Het is mogelijk onder experimentele condities dergelijke paren te produceren en in tegenovergestelde richting (zeg naar links en naar rechts) weg te schieten. Plaatst men zowel aan de linkerkant als aan de rechterkant een polarisatiefilter, zodat beide fotonen op hun pad een filter tegenkomen, dan zullen de fotonen, indien de filters parallel zijn georiënteerd, ofwel beide worden tegengehouden, ofwel beide worden doorgelaten. Als de filters echter loodrecht op elkaar staan, zal steeds een van de fotonen worden doorgelaten, terwijl het andere wordt tegengehouden. In het algemene geval dat de filters onderling een hoek {\displaystyle \varphi } met elkaar maken, is er een kans van {\displaystyle \cos ^{2}\varphi } dat beide fotonen hetzelfde lot ondergaan, en een kans van {\displaystyle \sin ^{2}\varphi } dat hun lot tegengesteld is.

## Einstein-Podolsky-Rosenparadox
In theorie is het mogelijk twee verstrengelde deeltjes ruimtelijk gezien willekeurig ver van elkaar te scheiden zonder de verstrengeling ongedaan te maken. Stel dat de verstrengelde fotonen zich op lichtjaren afstand van elkaar bevinden (aan weerszijden van het laboratorium waarin ze zijn geproduceerd). Veronderstel verder dat een geleerde de polarisatierichting van het linker foton meet door het door een polarisatiefilter te sturen. Op hetzelfde moment (wederom ten opzichte van het laboratorium) meet zijn collega de polarisatierichting van het rechter foton door het door een filter met dezelfde oriëntatie te sturen. Volgens de kwantummechanica zullen beide metingen hetzelfde resultaat laten zien. Aangezien de fotonen zich zover uit elkaar bevinden dat ze geen tijd hebben om aan elkaar door te geven aan welke proeve zij zijn blootgesteld, is het lastig om zich voor te stellen hoe de fotonen tot hetzelfde gedrag komen (dat wil zeggen, doorgelaten of tegengehouden worden) als het hier inderdaad, zoals de kwantummechanica beweert, gaat om een puur kansproces en hun toekomstige gedrag niet reeds bij hun gezamenlijk ontstaan was ingeprent. Dit gedachte-experiment is door Einstein, Podolsky en Rosen bedacht om aan te tonen dat de kwantummechanische visie niet correct kan zijn. Zij stelden hier de hypothese van de verborgen variabelen tegenover.
Volgens deze hypothese hebben de twee verstrengelde fotonen reeds op het moment van hun gezamenlijk ontstaan samen "afgesproken" hoe ze zullen reageren als ze een filter tegenkomen dat onder een hoek {\displaystyle \varphi } met de verticaal staat, voor iedere waarde van {\displaystyle \varphi }. Op het eerste gezicht lijkt dit een bevredigende verklaring te bieden voor het feit dat de fotonen schijnen te weten hoe hun partner op het filter reageert, zelfs als vanwege de afstand geen contact meer mogelijk is. Deze verklaring komt echter met een prijs, want er volgt een restrictie uit voor de mogelijke uitkomsten van experimenten.

## Experimentele opzet
Met de letters A, B en C worden in het vervolg standen van een polarisatiefilter aangeduid. A correspondeert met de verticale stand, B met een stand die een hoek van 22,5 graad met de verticaal maakt, en C met een stand die een hoek van 45 graden met de verticaal maakt. Bij het uit te voeren experiment worden achtereenvolgens N verstrengelde paren fotonen geproduceerd. In de redeneringen wordt uitgegaan van de waarheid van de hypothese van de verborgen variabelen. Deze hypothese zegt dat voor ieder paar reeds bij zijn ontstaan vastligt of het al dan niet tegengehouden wordt door een filter in de stand A, B of C. De fotonenparen die niet worden tegengehouden door de stand A, B of C, vormen verzamelingen die we ook aanduiden met de letters {\displaystyle A}, {\displaystyle B} en {\displaystyle C}. Het complement {\displaystyle {\bar {A}}} bevat de fotonenparen die wel door stand A worden tegengehouden. Analoog voor de complementen {\displaystyle {\bar {B}}} en {\displaystyle {\bar {C}}}. Op basis hiervan kunnen de paren worden ingedeeld in acht categorieën. In de eerste categorie, {\displaystyle ABC}, zitten de paren die door geen van de drie filters worden tegengehouden. In de tweede categorie {\displaystyle AB{\bar {C}}} zitten alle paren die alleen door filter C worden tegengehouden;  enzovoort, tot en met de achtste categorie {\displaystyle {\bar {A}}{\bar {B}}{\bar {C}}} waarin de paren zitten die door alle drie filters worden tegengehouden.
Het is belangrijk om te beseffen dat het voor een gegeven paar niet mogelijk is experimenteel vast te stellen tot welke categorie het behoort. Dit komt doordat de toestand van het foton verandert als het foton door een filter heen gaat. Wat onderzocht wordt is of het foton door filter X heen gaat als het dit filter als eerste op zijn pad tegenkomt. Als het foton echter eerst door filter Y wordt gestuurd en dan pas door filter X, zal het resultaat anders kunnen zijn. Uit experimenten blijkt ook dat dit het geval is. Zo is de kans dat een foton dat een polarisatierichting van -45 graden heeft, door filter C komt, gelijk aan nul, maar als ditzelfde foton eerst door filter A gaat (kans 50% dat het erdoor komt) dan is daarna de kans dat het door C gaat 50% geworden. Er zijn dus fotonen die niet door filter C heen gaan als ze deze als eerste op hun pad tegenkomen, maar wel als ze eerst door filter A zijn gegaan. Hieruit volgt dat de verborgen variabelen van waarde (kunnen) veranderen als het foton door een filter heen gaat. Bij gewone (niet-verstrengelde) fotonen kan daardoor experimenteel slechts de waarde van een van de drie verborgen variabelen a, b of c worden bepaald (waarbij variabele x beschrijft of het foton door filter X heen gaat). Voor fotonen die een tweelingbroer hebben in de vorm van een foton waarmee ze verstrengeld zijn, kunnen de waarden van twee van de drie genoemde verborgen variabelen bepaald worden.
Op het eerste gezicht lijkt het alsof de bovenstaande argumentatie nodeloos ingewikkeld is. Uit het feit dat een foton geabsorbeerd wordt (en dus verdwijnt) als het niet door een filter heen gaat, volgt ook al dat het niet mogelijk is voor alle fotonen experimenteel te bepalen welke waarden de verborgen variabelen a, b en c hebben. Dit eenvoudige argument gaat echter niet op als de fotonen vervangen worden door elektronen en polarisatie door spin, want elektronen blijven gewoon bestaan als hun spin wordt gemeten, ongeacht de uitkomst van de meting. Het ingewikkelder argument uit de vorige paragraaf is echter wel van toepassing op elektronen, zodat de conclusie dat van de drie beschouwde verborgen variabelen er experimenteel slechts twee bepaald kunnen worden, ook in het algemene geval overeind blijft.

## Ongelijkheid van Bell
Dit neemt echter niet weg dat het volgens de hypothese van de verborgen variabelen wel degelijk vastligt wat een gegeven foton zou doen als het een filter met stand A, B of C zou tegenkomen, zodat het wel degelijk zinvol is te praten over een categorisering in de acht bovengenoemde groepen, ook al kunnen deze groepen niet bepaald worden. Het aantal paren dat door alle drie de filters heen zou gaan, wordt nu aangeduid met {\displaystyle |ABC|}, met {\displaystyle |AB{\overline {C}}|} het aantal paren dat wel door filters A en B heen zou gaan maar niet door C, enzovoort. Aangezien voor ieder paar slechts de reactie op twee filters experimenteel kan worden bepaald, is het handig ook grootheden als {\displaystyle |A{\overline {B}}|} te definiëren. Dit is het aantal paren dat wel door A en niet door B heen gaat ongeacht wat het zou doen als het filter C zou tegenkomen. Er geldt
{\displaystyle |A{\bar {B}}|=|A{\bar {B}}C|+|A{\bar {B}}{\bar {C}}|}.
De ongelijkheid van Bell is geformuleerd in termen van deze grootheden. Zij luidt
{\displaystyle |A{\bar {B}}|+|B{\bar {C}}|\geq |A{\bar {C}}|}.
De eenvoudigste  manier om dit te bewijzen is door middel van een venndiagram. Daaruit blijkt dat:
{\displaystyle A{\bar {B}}=A{\bar {B}}C\cup A{\bar {B}}{\bar {C}}},
{\displaystyle B{\bar {C}}=AB{\bar {C}}\cup {\bar {A}}B{\bar {C}}}
en
{\displaystyle A{\bar {C}}=AB{\bar {C}}\cup A{\bar {B}}{\bar {C}}},
zodat
{\displaystyle |A{\bar {B}}|\geq |A{\bar {B}}{\bar {C}}|},
{\displaystyle |B{\bar {C}}|\geq |AB{\bar {C}}|}
en
{\displaystyle |A{\bar {C}}|=|AB{\bar {C}}|+|A{\bar {B}}{\bar {C}}|\leq |A{\bar {B}}|+|B{\bar {C}}|}
Om de componenten van de ongelijkheid van Bell experimenteel vast te stellen, wordt de groep verstrengelde fotonen in drie subgroepen verdeeld. Voor de eerste subgroep wordt het linker filter in stand A gezet, en het rechter in stand B (of vice versa, dat maakt niet uit), voor de tweede subgroep wordt het linker in stand A gezet, en het rechter in stand C, voor de derde subgroep wordt het linker in stand B gezet, en het rechter in stand C. Vervolgens wordt voor iedere subgroep geteld hoeveel fotonen door beide filters gaan, hoeveel wel door het linker gaan maar niet door het rechter, enzovoort.
Op het eerste gezicht lijkt het alsof het aantal |AB| wordt verkregen door voor de eerste subgroep te tellen hoeveel fotonen door beide filters gaan. Dit is echter niet het geval, want van fotonen uit de tweede subgroep die door filter A heen gaan zal er wellicht een aantal zijn dat ook door filter B heen zou zijn gegaan (al zal dat nooit te weten zijn), en deze moeten worden meegenomen bij de bepaling van |AB|. Onze experimentele opstelling stelt ons dus niet in staat om de componenten van de ongelijkheid van Bell te bepalen. Het blijkt überhaupt onmogelijk te zijn om dit te doen, en daarom wordt de ongelijkheid van Bell geherformuleerd in een wat zwakkere (probabilistische) vorm door beide zijden van de vergelijking te delen door het totale aantal verstrengelde paren. De ongelijkheid wordt dan
{\displaystyle \operatorname {P} (A{\overline {B}})+\operatorname {P} (B{\overline {C}})\geq \operatorname {P} (A{\overline {C}})}
De stilzwijgende aanname is dat bij de productie van de verstrengelde fotonen de verborgen variabelen worden gekozen uit een kansverdeling die voor ieder paar dezelfde is. Er zijn kleine (toevallige) variaties in de omstandigheden waaronder de fotonen worden geproduceerd,  en deze zullen ertoe leiden dat ieder paar andere waarden meekrijgt voor zijn verborgen variabelen. De productie van de paren kan het best worden vergeleken met het opgooien van een munt, waarvan de uitkomst (kop of munt) dan analoog is aan de waarden die de verborgen variabelen meekrijgen bij de productie van de fotonen. Kleine onwillekeurige variaties in de wijze waarop de munt wordt opgegooid hebben een grote impact op de uitkomst, maar als de munt vaak wordt opgegooid kan het resultaat beschreven worden in termen van een kansverdeling.
De kans P(A~B) wordt nu geschat door voor de eerste subgroep (waarvoor het linker filter op stand A stond en het rechter filter op stand B) te tellen voor hoeveel paren het linker foton door wordt gelaten terwijl het rechter wordt tegengehouden, en dit aantal te delen door het aantal fotonen in deze subgroep. De andere twee kansen worden op analoge wijze geschat.

## Voorspelling door de kwantummechanica
De grootte van deze kansen kan worden onderzocht met de kwantummechanica. Beschouw twee assen x en y die beide loodrecht op de voortbewegingsrichting van het foton staan, en die loodrecht op elkaar staan. De toestand van een foton dat gepolariseerd is langs de x-richting wordt aangeduid met |x>, de toestand van een foton dat gepolariseerd is langs de y-richting met |y>. Iedere polarisatietoestand kan dan worden geschreven als een lineaire combinatie van beide (ook superpositie genoemd), namelijk
{\displaystyle \left|s\right\rangle =\left|x\right\rangle \cos \varphi +\left|y\right\rangle \sin \varphi }
Dit correspondeert met een polarisatierichting die een hoek φ met de x-as maakt. Als nu een foton dat zich in toestand |s> bevindt wordt afgestuurd op een filter dat in de x-richting georiënteerd is, dan zal het worden doorgelaten met kans cos2φ, en het zal worden geabsorbeerd met kans sin2φ. Als de polarisatierichting van het foton een hoek van 45 graden met het filter maakt dan is er dus 50% kans dat het foton wordt doorgelaten. Als het foton door het filter is doorgelaten, dan is daarna zijn polarisatierichting altijd parallel aan het filter, ongeacht zijn oorspronkelijke polarisatietoestand. Het filter verandert dus de polarisatie van het foton.
Stel dat twee filters achter elkaar worden gezet, en vervolgens wordt geprobeerd één foton achtereenvolgens door beide filters heen te sturen. Als de twee filters een hoek φ met elkaar maken dan volgt uit het bovenstaande dat als het foton door het eerste filter heenkomt, dat het dan een kans van cos2φ heeft om ook door het tweede filter heen te komen. Beschouw nu twee verstrengelde fotonen die elk op een filter worden afgestuurd. De filters maken een hoek φ met elkaar. Volgens de kwantummechanica zal ook in dit geval de (conditionele) kans dat het ene foton door zijn filter wordt doorgelaten onder de voorwaarde dat het andere wordt doorgelaten gelijk zijn aan cos2φ. Als de opzet waarmee de verstrengelde paren worden geproduceerd geen ingebakken voorkeursrichting heeft dan zal de onconditionele kans dat een foton wordt doorgelaten gelijk zijn aan 50%. Hierbij is aangenomen dat hiervoor gezorgd is (deze aanname kan eenvoudig experimenteel getest worden).
Nu kunnen de kansen die voorkomen in de vergelijking van Bell berekend worden (onder de aanname dat de kwantummechanica correct is), te beginnen met P(A~B). Dit is de onconditionele kans dat een foton door filter A wordt doorgelaten (50%), vermenigvuldigd met de conditionele kans dat het door filter B niet wordt doorgelaten als het door filter A wel is doorgelaten.  De hoek tussen beide filters is 22.5 graden, dus de conditionele kans is sin2 (45/2) = 1/2 (1 - 1/√(2))= 14.6%. Hieruit volgt
{\displaystyle \operatorname {P} (A{\overline {B}})=7.3\%}
Aangezien filters B en C dezelfde hoek met elkaar maken als filters A en B geldt eveneens
{\displaystyle \operatorname {P} (B{\overline {C}})=7.3\%}
Vervolgens wordt het rechterlid van de ongelijkheid, te weten P(A~C), berekend. De filters A en C maken een hoek van 45 graden met elkaar, zodat de conditionele kans dat het ene foton door filter C wordt doorgelaten op voorwaarde dat het andere door filter A wordt doorgelaten gelijk is aan sin2(45) = 50%. Volgens de kwantummechanica:
{\displaystyle \operatorname {P} (A{\bar {C}})=25\%.}
Deze drie kansen voldoen niet aan de ongelijkheid van Bell. Uit experimenten is gebleken dat de kwantummechanica de kansen correct voorspelt. Hieruit volgt dat de aanname die leidde tot de ongelijkheid van Bell, namelijk het bestaan van verborgen variabelen die van tevoren vastleggen hoe de fotonen zullen reageren als ze een filter tegenkomen, onjuist is. Dit betekent echter dat het ons door Einstein, Podolsky en Rosen voorgelegde raadsel hoe de fotonen van elkaar weten of ze al dan niet door het filter zijn doorgelaten onopgelost blijft. Volgens de woorden van Richard Feynman: "I think I can safely say that nobody understands quantum mechanics".
Overigens blijft Gerard 't Hooft proberen om de Bell ongelijkheden binnen een kader van een deterministisch systeem met verborgen parameters te verdedigen.